# 1515
Rok 1515 (MDXV) byl nepřestupný rok, který podle juliánského kalendáře započal pondělím. 
Podle židovského kalendáře došlo k přelomu let 5275 a 5276. Podle islámského kalendáře započal dne 25. února rok 921. 

## Události

### Leden – Červen
- 25. ledna – František I. je korunován francouzským králem.
- 13. května – Bývalá francouzská královna Marie Tudorovna uzavírá v Greenwichi sňatek s vévodou ze Suffolku, Charlesem Brandonem.
- 13. června – Bitva u Turnadağ: Osmanská armáda pod vedením sultána Selima I. dobývá Dulkadirský beylik

### Červenec – Prosinec
- 02. července – Hugh Oldham zakládá Manchesterskou základní školu. Jedná se tak o první veřejnou základní školu na území Anglie.
- 22. července – Vídeňský kongres uzavírá dva sňatky, které uzavírají nejvýznamnější dohodu v Evropě všech dob. Ludvík Jagellonský se žení s Marií Habsburskou. Mariin bratr, arcivévoda Ferdinand (později císař Ferdinand I.) se žení se sestrou Ludvíka, Annou Jagellonskou. Jagellonci a Habsburkové se dohodli, že v případě smrti jednoho z těchto mužů bez mužských potomků, se ten druhý stává českým a polským králem.
- 25. srpna – Španělský conquistador Diego Velázquez de Cuéllar zakládá na ostrově Kuba město Havana.
- 8. září – Vysvěcení Kostela Nanebevzetí Panny Marie v Blatné, který nechali postavit pánové z Rožmitálu.
- 13. - 14. září – Bitva u Marignana: Francouzský král František I. poráží Švýcary díky včasnému příjezdu benátské armády. František obnovuje francouzskou nadvládu nad Milánem.
- 15. prosince – Thomas Wolsey byl v Anglii jmenován kardinálem.
- 24. prosince – Thomas Wolsey byl jmenován kancléřem.

### Probíhající události
- 1508–1516 – Válka ligy z Cambrai
- 1512–1517 – Pátý lateránský koncil

## Narození
- Marie de Guise (* 22. listopadu) 04. února – Mikuláš Kryštof Radziwiłł, litevský kancléř a hejtman († 28. května 1565)

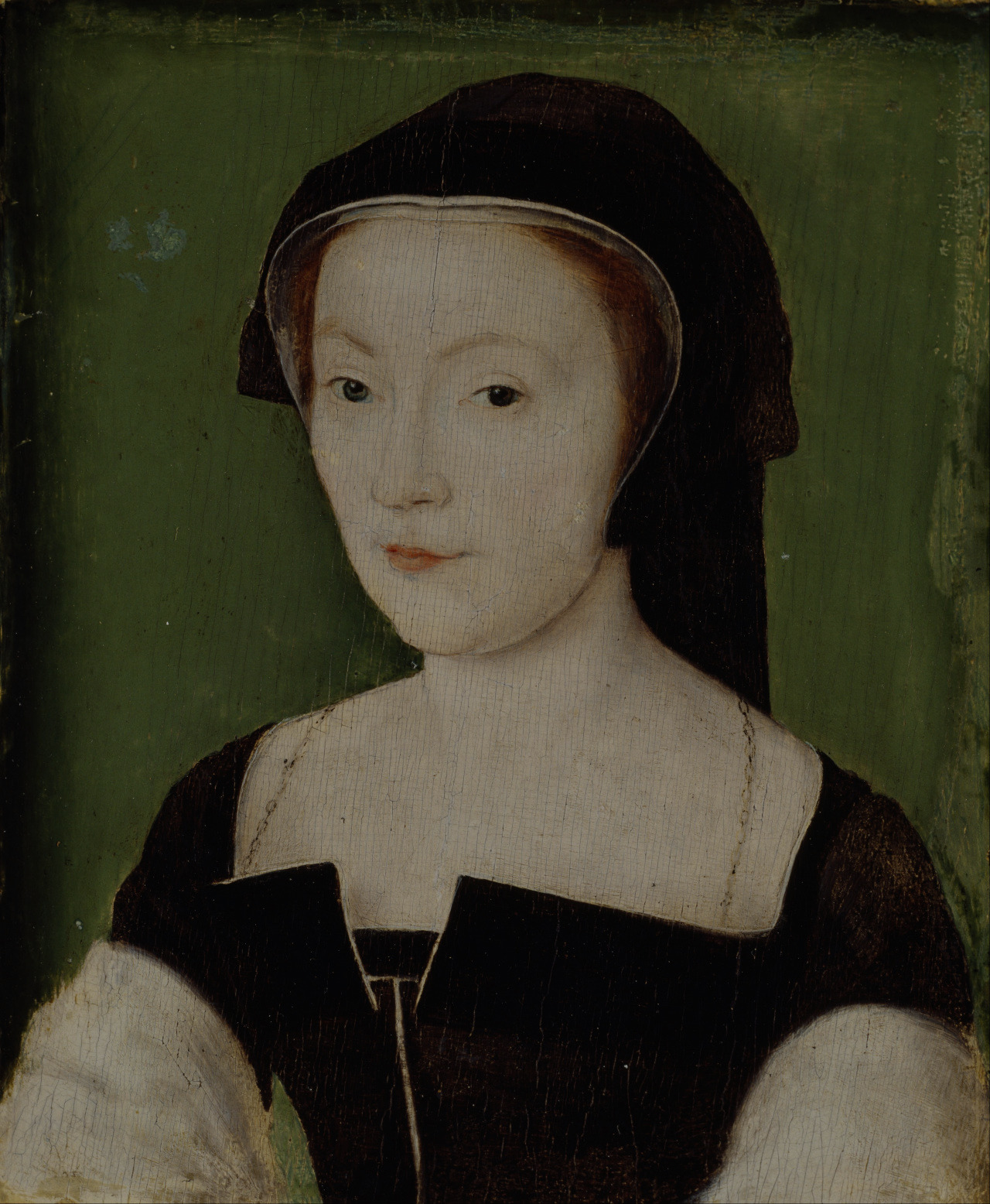
Marie de Guise (* 22. listopadu)

- 28. března – Terezie od Ježíše, španělská mystička, reformátorka karmelitánského řádu, učitelka církve a světice († 1582)
- 04. dubna – Ambrosius Lobwasser, německý humanista, spisovatel a básník († 27. listopadu 1585)
- 02. května – Sibyla Saská, sasko-lauenburská vévodkyně († 18. června 1592)
- 18. května – Svatý Felix z Cantalice, italský mnich († 18. května 1587)
- 10. června – Francisco de Toledo, místokrál Peru († 21. dubna 1584)
- 15. června – Anna Herbertová, hraběnka z Pembroke, anglická dvorní dáma všech manželek Jindřicha VIII. († 20. února 1552)
- 4. července – Eleonora d'Este, ferrarská šlechtična († 15. července 1575)
- 21. července – Svatý Filip Neri, italský mnich († 26. května 1595)
- 22. září – Anna Klevská, čtvrtá manželka Jindřicha VIII. († 16. července 1557)
- 04. října – Lucas Cranach mladší, německý malíř († 25. ledna 1586)
- 07. října – Eduard Portugalský, vévoda z Guimarães, portugalský infant, šestý syn krále Manuela I. († 20. září 1540)
- 22. listopadu – Marie de Guise, skotská královna († 11. června 1560)
- 15. prosince – Marie Saská, pomořanská vévodkyně († 7. ledna 1583)
- neznámé datum
  - Jacopo Bassano, italský malíř († 13. února 1592)
  - Udžijasu Hódžó, japonský daimjó († 21. října 1571)
  - Cipriano de Rore, vlámský hudební skladatel († 1565)
  - Petrus Ramus, francouzský filozof a humanista († 24. srpna 1572)
  - Sebastian Castellio, francouzský humanistický učenec, filozof a protestantský teolog († 29. prosince 1563)
  - Pierre Lescot, francouzský architekt († 10. září 1578)
  - Leopold Rakouský, nemanželský syn císaře Maxmiliána I. († 27. září 1557)
  - Šehzade Mustafa, osmanský princ, syn sultána Sulejmana I. († 6. října 1553)
  - Pijali Paša, osmanský admirál a vojevůdce († 21. ledna 1578)

## Úmrtí
- Ludvík XII. († 1. ledna) 01. ledna – Ludvík XII., francouzský král (* 27. června 1462)

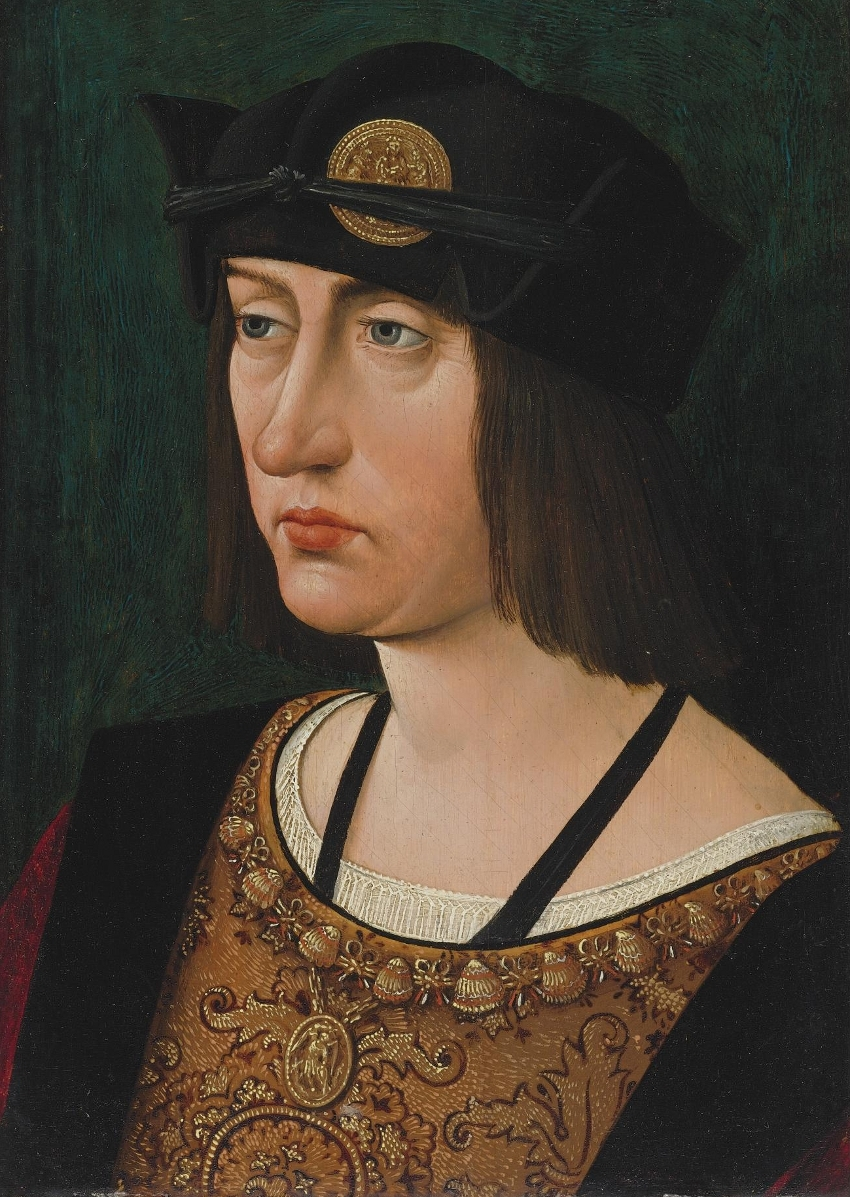
Ludvík XII. († 1. ledna)

- 20. ledna – Juan Diaz de Solís, portugalský mořeplavec, objevitel a kartograf (* 1470)
- 06. února – Aldus Manutius, italský humanista a typograf (* 1449)
- 03. dubna – Bartoloměj Minsterberský, nominální kníže opavský a diplomat z rodu pánů z Poděbrad (* 1478)
- 15. srpna – Anna Opavská, dcera Viléma I. Opavského a abatyše cisterciáckého kláštera v Trzebnici (* ?)
- 04. září – Barbora Braniborská, manželka českého krále Vladislava Jagellonského (* 29. května nebo 30. května 1464)
- 02. října – Barbora Zápolská, manželka polského krále Zikmunda I. Starého (* 1495)
- 05. listopadu – Mariotto Albertinelli, italský renesanční malíř malíř (* 13. října 1474)
- 02. prosince – Gonzalo Fernández de Córdoba, španělský generál a státník (* 1. září 1453)
- 16. prosince – Afonso de Albuquerque, portugalský mořeplavec, conquistador a politik (* 1453)
- neznámé datum
  - březen
    - Dukakinzade Ahmed Paša, velkovezír Osmanské říše (* ?)
    - Nigar Hatun, manželka osmanského sultána Bájezída II. (* asi 1450)

  - Mengli I. Geraj, krymský chán a děd osmanského sultána Sulejmana I. z matčiny strany (* 1445)
  - Ayşe Sultan, osmanská princezna a dcera sultána Bajezida II. (* 1465)
  - Abraham Zacuto, portugalský židovský rabín a astronom (* 1452)

## Hlavy států
- České království – Vladislav Jagellonský
- Svatá říše římská – Maxmilián I.
- Papež – Lev X.
- Anglické království – Jindřich VIII. Tudor
- Francouzské království – Ludvík XII. – František I.
- Polské království – Zikmund I. Starý
- Uherské království – Vladislav Jagellonský
- Perská říše – Ismá'íl I.
- Moskevské velkoknížectví – Vasilij III.